# Championnat du Japon de football 2023
Navigation
J1 League 2022 J1 League 2024
Le championnat du Japon de football 2023 est la 58e édition de la première division japonaise, la 31e édition sous l'appellation J. League. Pour des raisons contractuelles, il est dénommé 2023 Meiji Yasuda J1 League. Il oppose les dix-huit meilleurs clubs du Japon en une série de trente-quatre rencontres.
Les meilleurs de ce championnat se qualifient pour la Ligue des champions de l'AFC. Le nombre de qualifiés en Ligue des Champions via le championnat, de trois à quatre, varie en fonction du vainqueur de la Coupe de l'Empereur.

## Les clubs participants
Les 15 premiers de la J League 2022, les deux premiers de la J2 League 2022 et le vainqueur des barrages d'accession participent à la compétition.
| Club                       | Dernière montée | Ville     | Classement 2022 | Entraîneur        | Depuis | Stade                         | Capacité | Nombre de saisons |
| -------------------------- | --------------- | --------- | --------------- | ----------------- | ------ | ----------------------------- | -------- | ----------------- |
| Yokohama F. Marinos        | -               | Yokohama  | 1er             | Kevin Muscat      | 2021   | Stade Nissan                  | 71 822   | 31                |
| Kawasaki Frontale          | 2005            | Kawasaki  | 2e              | Toru Oniki        | 2017   | Stade Kawasaki Todoroki       | 26 627   | 19                |
| Sanfrecce Hiroshima        | 2009            | Hiroshima | 3e              | Michael Skibbe    | 2022   | Stade Edion Hiroshima         | 35 909   | 29                |
| Kashima Antlers            | -               | Kashima   | 4e              | Daiki Iwamasa     | 2022   | Stade de Kashima              | 38 669   | 31                |
| Cerezo Osaka               | 2017            | Osaka     | 5e              | Akio Kokigu       | 2021   | Stade Yanmar Nagai            | 47 853   | 23                |
| FC Tokyo                   | 2012            | Tokyo     | 6e              | Peter Cklamovski  | 2023   | Stade Ajinomoto               | 47 851   | 23                |
| Kashiwa Reysol             | 2020            | Kashiwa   | 7e              | Masami Ihara      | 2023   | Stade Kashiwa Sankyo Frontier | 15 109   | 26                |
| Nagoya Grampus             | 2018            | Nagoya    | 8e              | Kenta Hasegawa    | 2022   | Stade Toyota                  | 43 739   | 30                |
| Urawa Red Diamonds         | 2001            | Saitama   | 9e              | Maciej Skorża     | 2023   | Stade Saitama 2002            | 62 010   | 30                |
| Hokkaido Consadole Sapporo | 2017            | Sapporo   | 10e             | Mihailo Petrović  | 2018   | Sapporo Dome                  | 38 794   | 12                |
| Sagan Tosu                 | 2012            | Tosu      | 11e             | Kenta Kawai       | 2022   | Stade Ekimae Real Estate      | 24 130   | 12                |
| Shonan Bellmare            | 2018            | Hiratsuka | 12e             | Satoshi Yamaguchi | 2021   | Stade Lemon Gas Hiratsuka     | 15 380   | 16                |
| Vissel Kobe                | 2014            | Kobe      | 13e             | Takayuki Yoshida  | 2022   | Stade Noevir Kobe             | 28 996   | 25                |
| Avispa Fukuoka             | 2021            | Fukuoka   | 14e             | Shigetoshi Hasebe | 2020   | Stade Best Denki              | 21 562   | 12                |
| Gamba Osaka                | 2014            | Suita     | 15e             | Dani Poyatos      | 2023   | Stade Panasonic Suita         | 39 694   | 30                |
| Kyoto Sanga                | 2022            | Kyoto     | 16e             | Cho Kwi-jea       | 2021   | Stade Sanga Kyocera           | 21 623   | 13                |
| Albirex Niigata            | 2023            | Niigata   | 1er (J2)        | Rikizo Matsuhashi | 2022   | Stade Denka Big Swan          | 41 684   | 15                |
| Yokohama FC                | 2023            | Yokohama  | 2e (J2)         | Shuhei Yomoda     | 2022   | Stade NHK Spring Mitsuzawa    | 15 440   | 13                |

Légende des couleurs
- Tenant du titre et qualifié pour la phase de groupe de la Ligue des champions de l'AFC 2023-2024
- Qualifié pour le tour préliminaire de la Ligue des champions de l'AFC 2023-2024
- Promu de la J2 League 2022

### Localisation des clubs
| \| Sanfrecce Hiroshima Osaka Kobe Hokkaido Consadole Sapporo Kyoto Sanga Nagoya Grampus Sagan Tosu Avispa Fukuoka Albirex Niigata Osaka · Cerezo Osaka · Gamba Osaka \| Localisation des clubs engagés dans le championnat. |
| Sanfrecce Hiroshima Osaka Kobe Hokkaido Consadole Sapporo Kyoto Sanga Nagoya Grampus Sagan Tosu Avispa Fukuoka Albirex Niigata Osaka · Cerezo Osaka · Gamba Osaka                                                           |

| \| FC Tokyo Kawasaki Frontale Kashima Antlers Urawa Red Diamonds Shonan Bellmare Kashiwa Reysol Yokohama Yokohama · Yokohama FC · Yokohama F. Marinos \| Localisation des clubs de la région du Kantō engagés dans le championnat. |
| FC Tokyo Kawasaki Frontale Kashima Antlers Urawa Red Diamonds Shonan Bellmare Kashiwa Reysol Yokohama Yokohama · Yokohama FC · Yokohama F. Marinos                                                                                 |

## Compétition
Le 20 décembre, la J.League annonce que les trois divisions professionnelles compteront 20 clubs chacun à partir de la saison 2024. Par conséquent, cette saison, une seule équipe est reléguée.

### Classement
Source : (en) « Meiji Yasuda J1 League », sur jleague.co, 5 novembre 2022
| Rang | Équipe                     | Pts | J  | G  | N  | P  | Bp | Bc | Diff |
| ---- | -------------------------- | --- | -- | -- | -- | -- | -- | -- | ---- |
| 1    | Vissel Kobe                | 71  | 34 | 21 | 8  | 5  | 60 | 29 | +31  |
| 2    | Yokohama F. Marinos T S    | 64  | 34 | 19 | 7  | 8  | 63 | 40 | +23  |
| 3    | Sanfrecce Hiroshima        | 58  | 34 | 17 | 7  | 10 | 42 | 28 | +14  |
| 4    | Urawa Red Diamonds         | 57  | 34 | 15 | 12 | 7  | 42 | 27 | +15  |
| 5    | Kashima Antlers            | 52  | 34 | 14 | 10 | 10 | 43 | 34 | +9   |
| 6    | Nagoya Grampus             | 52  | 34 | 14 | 10 | 10 | 41 | 36 | +5   |
| 7    | Avispa Fukuoka L           | 51  | 34 | 15 | 6  | 13 | 37 | 43 | -6   |
| 8    | Kawasaki Frontale C        | 50  | 34 | 14 | 8  | 12 | 51 | 45 | +6   |
| 9    | Cerezo Osaka               | 49  | 34 | 15 | 4  | 15 | 39 | 34 | +5   |
| 10   | Albirex Niigata P          | 45  | 34 | 11 | 12 | 11 | 36 | 40 | -4   |
| 11   | FC Tokyo                   | 43  | 34 | 12 | 7  | 15 | 42 | 46 | -4   |
| 12   | Hokkaido Consadole Sapporo | 40  | 34 | 10 | 10 | 14 | 56 | 61 | -5   |
| 13   | Kyoto Sanga FC             | 40  | 34 | 12 | 4  | 18 | 40 | 45 | -5   |
| 14   | Sagan Tosu                 | 38  | 34 | 9  | 11 | 14 | 43 | 47 | -4   |
| 15   | Shonan Bellmare            | 34  | 34 | 8  | 10 | 16 | 40 | 56 | -16  |
| 16   | Gamba Osaka                | 34  | 34 | 9  | 7  | 18 | 38 | 61 | -23  |
| 17   | Kashiwa Reysol             | 33  | 34 | 6  | 15 | 13 | 33 | 47 | -14  |
| 18   | Yokohama FC P              | 29  | 34 | 7  | 8  | 19 | 31 | 58 | -27  |

Ligue des champions Élite 2024-2025
- 1er, 2e et C : phase de groupes

Ligue  des champions 2 2024-2025
- 3e : phase de groupes

Relégation en J League 2 2024
- 18e : relégation

Abréviations

### Résultats
Le tableau suivant récapitule les résultats « aller » et « retour » du championnat :
| Résultats (▼dom., ►ext.)                                   | BEL | FUK | HIR | ANT | REY | KAW | KOB | KYO | NAG | NII | COSA | GASA | URA | SAP | FCT | TOS | YOK | YFC |
| Shonan Bellmare                                            |     | 0-1 | 1-0 | 2-2 | 1-2 | 0-2 | 1-1 | 0-2 | 2-1 | 2-2 | 0-2  | 4-1  | 0-1 | 2-4 | 0-1 | 0-6 | 1-1 | 2-2 |
| Avispa Fukuoka                                             | 2-1 |     | 0-1 | 0-0 | 1-0 | 1-3 | 0-3 | 2-1 | 1-0 | 0-1 | 2-1  | 1-2  | 0-0 | 2-1 | 1-0 | 0-0 | 0-4 | 2-0 |
| Sanfrecce Hiroshima                                        | 1-0 | 3-1 |     | 1-1 | 1-0 | 3-2 | 2-0 | 3-1 | 3-1 | 1-2 | 0-0  | 3-0  | 2-1 | 0-0 | 1-2 | 1-0 | 0-1 | 1-1 |
| Kashima Antlers                                            | 1-0 | 0-0 | 1-2 |     | 1-1 | 1-2 | 1-5 | 0-0 | 2-0 | 2-0 | 1-0  | 0-0  | 0-0 | 3-0 | 1-1 | 2-1 | 1-2 | 2-1 |
| Kashiwa Reysol                                             | 1-1 | 1-3 | 0-0 | 1-0 |     | 1-1 | 1-1 | 1-1 | 0-3 | 0-0 | 1-1  | 2-2  | 0-3 | 4-5 | 1-1 | 2-2 | 2-0 | 0-1 |
| Kawasaki Frontale                                          | 1-1 | 4-2 | 1-0 | 3-0 | 2-0 |     | 0-1 | 3-3 | 1-2 | 2-3 | 0-0  | 3-4  | 1-1 | 2-2 | 1-0 | 1-0 | 1-2 | 3-0 |
| Vissel Kobe                                                | 2-0 | 1-0 | 2-0 | 3-1 | 1-1 | 2-2 |     | 2-1 | 2-1 | 0-0 | 1-0  | 4-0  | 0-1 | 1-1 | 3-2 | 2-1 | 2-3 | 3-0 |
| Kyoto Sanga FC                                             | 0-1 | 2-0 | 1-0 | 0-2 | 0-1 | 0-1 | 0-3 |     | 2-1 | 0-1 | 0-1  | 2-1  | 0-2 | 3-0 | 2-0 | 2-3 | 3-1 | 2-1 |
| Nagoya Grampus                                             | 2-2 | 2-1 | 2-1 | 1-0 | 1-1 | 2-0 | 2-2 | 1-0 |     | 1-0 | 3-1  | 1-0  | 0-0 | 1-1 | 0-0 | 1-1 | 2-2 | 1-1 |
| Albirex Niigata                                            | 2-2 | 3-2 | 2-0 | 0-2 | 0-0 | 1-0 | 0-1 | 1-3 | 1-3 |     | 1-0  | 1-3  | 1-1 | 2-2 | 0-0 | 1-1 | 2-1 | 3-1 |
| Cerezo Osaka                                               | 0-2 | 0-1 | 0-1 | 0-1 | 1-0 | 3-0 | 2-1 | 0-1 | 3-1 | 2-2 |      | 1-0  | 2-0 | 2-3 | 0-1 | 2-1 | 2-1 | 2-0 |
| Gamba Osaka                                                | 2-1 | 1-2 | 1-2 | 2-1 | 3-1 | 2-0 | 0-1 | 1-0 | 0-1 | 1-1 | 1-2  |      | 1-3 | 2-2 | 3-1 | 1-1 | 0-2 | 1-1 |
| Urawa Red Diamonds                                         | 4-1 | 2-3 | 2-1 | 0-0 | 2-0 | 1-1 | 1-2 | 0-0 | 1-0 | 2-1 | 2-1  | 3-1  |     | 4-1 | 0-0 | 0-2 | 0-0 | 1-1 |
| Hokkaido Sapporo                                           | 0-1 | 2-2 | 0-0 | 0-1 | 1-2 | 3-4 | 1-3 | 2-1 | 1-2 | 0-1 | 1-4  | 4-0  | 0-2 |     | 5-1 | 1-1 | 2-0 | 2-1 |
| FC Tokyo                                                   | 2-2 | 1-2 | 1-2 | 1-3 | 1-0 | 2-1 | 2-2 | 2-0 | 2-0 | 2-1 | 1-2  | 3-0  | 2-0 | 1-3 |     | 3-2 | 2-3 | 3-1 |
| Sagan Tosu                                                 | 1-5 | 0-1 | 0-2 | 2-2 | 1-1 | 0-1 | 0-1 | 3-2 | 1-0 | 2-0 | 2-1  | 1-1  | 1-2 | 1-1 | 1-0 |     | 1-3 | 1-3 |
| Yokohama F. Marinos                                        | 4-1 | 2-0 | 1-1 | 2-1 | 4-3 | 0-1 | 0-2 | 4-1 | 1-1 | 0-0 | 2-0  | 2-1  | 2-0 | 4-1 | 2-1 | 1-1 |     | 5-0 |
| Yokohama FC                                                | 0-1 | 1-1 | 0-3 | 1-3 | 1-2 | 2-1 | 2-0 | 1-4 | 0-1 | 1-0 | 0-1  | 0-0  | 0-0 | 1-4 | 1-0 | 1-2 | 4-1 |     |
| - Victoire à domicile - Match nul - Victoire à l'extérieur |     |     |     |     |     |     |     |     |     |     |      |      |     |     |     |     |     |     |

## Statistiques

### Évolution du classement
| Journée →    | 1  | 2  | 3  | 4  | 5  | 6  | 7  | 8  | 9  | 10 | 11 | 12 | 13 | 14 | 15 | 16 | 17 | 18 | 19 | 20 | 21 | 22 | 23 | 24 | 25 | 26 | 27 | 28 | 29 | 30 | 31 | 32 | 33 | 34 | 1er | rel. |
| Équipe       |    |    |    |    |    |    |    |    |    |    |    |    |    |    |    |    |    |    |    |    |    |    |    |    |    |    |    |    |    |    |    |    |    |    |     |      |
| ------------ | -- | -- | -- | -- | -- | -- | -- | -- | -- | -- | -- | -- | -- | -- | -- | -- | -- | -- | -- | -- | -- | -- | -- | -- | -- | -- | -- | -- | -- | -- | -- | -- | -- | -- | --- | ---- |
| Shonan       | 1  | 4  | 6  | 10 | 12 | 8  | 7  | 10 | 11 | 13 | 14 | 14 | 15 | 17 | 17 | 16 | 17 | 18 | 18 | 18 | 18 | 18 | 18 | 18 | 18 | 18 | 18 | 18 | 17 | 17 | 17 | 17 | 15 | 15 | 1   | 11   |
| Fukuoka      | 15 | 9  | 4  | 7  | 4  | 5  | 4  | 6  | 6  | 7  | 5  | 7  | 9  | 9  | 10 | 11 | 11 | 12 | 12 | 12 | 10 | 8  | 7  | 8  | 8  | 8  | 8  | 8  | 8  | 8  | 8  | 8  | 6  | 7  |     |      |
| Hiroshima    | 12 | 14 | 14 | 12 | 9  | 4  | 3  | 3  | 5  | 2  | 4  | 4  | 4  | 5  | 4  | 4  | 5  | 6  | 7  | 7  | 8  | 9  | 8  | 7  | 7  | 7  | 7  | 7  | 5  | 5  | 4  | 4  | 3  | 3  |     |      |
| Kashima      | 2  | 7  | 3  | 4  | 10 | 13 | 14 | 15 | 13 | 14 | 10 | 5  | 5  | 4  | 7  | 8  | 7  | 7  | 6  | 6  | 6  | 5  | 5  | 5  | 5  | 6  | 3  | 5  | 4  | 6  | 7  | 6  | 7  | 5  |     |      |
| Kashiwa      | 7  | 10 | 13 | 16 | 17 | 18 | 17 | 17 | 17 | 17 | 16 | 16 | 16 | 15 | 15 | 17 | 18 | 16 | 17 | 16 | 17 | 17 | 16 | 16 | 17 | 16 | 16 | 16 | 16 | 16 | 16 | 16 | 17 | 17 |     | 2    |
| Kawasaki     | 13 | 8  | 8  | 13 | 14 | 10 | 13 | 13 | 15 | 11 | 9  | 6  | 10 | 11 | 9  | 10 | 9  | 10 | 10 | 9  | 7  | 7  | 9  | 9  | 9  | 9  | 9  | 9  | 9  | 9  | 9  | 9  | 9  | 8  |     |      |
| Kobe         | 6  | 2  | 1  | 1  | 1  | 1  | 1  | 1  | 1  | 1  | 1  | 1  | 1  | 1  | 1  | 1  | 3  | 2  | 3  | 2  | 1  | 1  | 1  | 2  | 2  | 1  | 1  | 1  | 1  | 1  | 1  | 1  | 1  | 1  | 26  |      |
| Kyoto        | 17 | 17 | 11 | 8  | 5  | 7  | 10 | 7  | 9  | 10 | 12 | 12 | 14 | 14 | 14 | 14 | 14 | 13 | 14 | 15 | 15 | 15 | 15 | 15 | 14 | 14 | 14 | 13 | 15 | 15 | 15 | 14 | 14 | 13 |     |      |
| Nagoya       | 5  | 3  | 5  | 2  | 2  | 2  | 2  | 2  | 2  | 3  | 3  | 3  | 3  | 3  | 3  | 3  | 2  | 3  | 2  | 3  | 3  | 3  | 3  | 3  | 4  | 4  | 5  | 4  | 6  | 4  | 5  | 5  | 5  | 6  |     |      |
| Niigata      | 8  | 6  | 7  | 3  | 8  | 12 | 11 | 8  | 10 | 12 | 13 | 13 | 12 | 13 | 13 | 13 | 13 | 15 | 13 | 14 | 14 | 14 | 14 | 14 | 15 | 15 | 15 | 14 | 11 | 11 | 10 | 10 | 10 | 10 |     |      |
| Cerezo       | 10 | 12 | 17 | 14 | 13 | 11 | 12 | 9  | 7  | 8  | 7  | 9  | 7  | 6  | 5  | 6  | 6  | 4  | 5  | 5  | 5  | 6  | 6  | 6  | 6  | 5  | 6  | 6  | 7  | 7  | 6  | 7  | 8  | 9  |     |      |
| Gamba        | 9  | 11 | 16 | 17 | 16 | 16 | 16 | 16 | 16 | 16 | 17 | 17 | 18 | 18 | 18 | 15 | 15 | 14 | 15 | 13 | 13 | 12 | 12 | 11 | 11 | 11 | 10 | 11 | 13 | 13 | 14 | 15 | 16 | 16 |     | 3    |
| Urawa        | 16 | 18 | 12 | 9  | 6  | 3  | 6  | 4  | 4  | 5  | 6  | 8  | 6  | 8  | 6  | 5  | 4  | 5  | 4  | 4  | 4  | 4  | 4  | 4  | 3  | 3  | 4  | 3  | 3  | 3  | 3  | 3  | 4  | 4  |     | 1    |
| Sapporo      | 11 | 15 | 15 | 11 | 11 | 15 | 9  | 12 | 14 | 9  | 11 | 10 | 8  | 7  | 8  | 7  | 8  | 9  | 8  | 10 | 11 | 13 | 13 | 13 | 13 | 12 | 13 | 12 | 14 | 14 | 13 | 13 | 11 | 12 |     |      |
| Tokyo        | 3  | 5  | 9  | 5  | 7  | 9  | 8  | 11 | 8  | 6  | 8  | 11 | 11 | 10 | 11 | 12 | 12 | 11 | 11 | 11 | 12 | 11 | 10 | 10 | 10 | 10 | 11 | 10 | 10 | 10 | 11 | 11 | 12 | 11 |     |      |
| Tosu         | 18 | 16 | 10 | 15 | 15 | 14 | 15 | 14 | 12 | 15 | 15 | 15 | 13 | 12 | 12 | 9  | 10 | 8  | 9  | 8  | 9  | 10 | 11 | 12 | 12 | 13 | 12 | 15 | 12 | 12 | 12 | 12 | 13 | 14 |     | 1    |
| Yokohama F.M | 4  | 1  | 2  | 6  | 3  | 6  | 5  | 5  | 3  | 4  | 2  | 2  | 2  | 2  | 2  | 2  | 1  | 1  | 1  | 1  | 2  | 2  | 2  | 1  | 1  | 2  | 2  | 2  | 2  | 2  | 2  | 2  | 2  | 2  | 7   |      |
| Yokohama FC  | 14 | 13 | 18 | 18 | 18 | 17 | 18 | 18 | 18 | 18 | 18 | 18 | 17 | 16 | 16 | 18 | 16 | 17 | 16 | 17 | 16 | 16 | 17 | 17 | 16 | 17 | 17 | 17 | 18 | 18 | 18 | 18 | 18 | 18 |     | 16   |

### Meilleurs buteurs
|    | Buteur         | Club                | Buts | MJ |
| -- | -------------- | ------------------- | ---- | -- |
| 1  | Anderson Lopes | Yokohama F. Marinos | 22   | 34 |
| 2  | Yuya Osako     | Vissel Kobe         | 22   | 34 |
| 3  | Kasper Junker  | Nagoya Grampus      | 16   | 33 |
| 4  | Diego Oliveira | FC Tokyo            | 15   | 33 |
| 5  | Yuma Suzuki    | Kashima Antlers     | 14   | 33 |
| 6  | Mao Hosoya     | Kashiwa Reysol      | 14   | 34 |
| 7  | Yuki Ohashi    | Shonan Bellmare     | 13   | 23 |
| 8  | Yuya Asano     | Hokkaido Sapporo    | 12   | 34 |
| 9  | Léo Ceará      | Cerezo Osaka        | 12   | 33 |
| 10 | Patric         | Kyoto Sanga FC      | 10   | 32 |

| Source : (en) « Goals \| MEIJI YASUDA J1 LEAGUE \| 2022 Player Stats », sur jleague.co |
| Légende :                                                                              |
| Buts. : Nombre de buts marqués                                                         |
| MJ : Nombre de matchs joués                                                            |

### Meilleurs passeurs
|    | Buteur            | Club                | Pas. | MJ |
| -- | ----------------- | ------------------- | ---- | -- |
| 1  | Yuta Higuchi      | Kashima Antlers     | 12   | 33 |
| 2  | Élber             | Yokohama F. Marinos | 11   | 33 |
| 3  | Yan Matheus       | Yokohama F. Marinos | 11   | 32 |
| 4  | Matheus Sávio     | Kashiwa Reysol      | 10   | 31 |
| 5  | Yoshinori Muto    | Vissel Kobe         | 10   | 34 |
| 6  | Ryo Hatsuse       | Vissel Kobe         | 8    | 33 |
| 7  | Kota Mizunuma     | Yokohama F. Marinos | 7    | 33 |
| 8  | Yuya Osako        | Vissel Kobe         | 7    | 34 |
| 9  | Tsuyoshi Ogashiwa | Hokkaido Sapporo    | 6    | 22 |
| 10 | Yasuto Wakizaka   | Kawasaki Frontale   | 6    | 30 |

| Source : (en) « Assists \| MEIJI YASUDA J1 LEAGUE \| 2022 Player Stats », sur jleague.co |
| Légende :                                                                                |
| Buts. : Nombre de buts marqué                                                            |
| MJ : Nombre de matchs joués                                                              |

### Affluence par journée

#### Meilleures affluences de la saison
| Rang | Match                                   | Journée | Date              | Stade              | Affluence |
| ---- | --------------------------------------- | ------- | ----------------- | ------------------ | --------- |
| 1    | Nagoya Grampus - Albirex Niigata        | J22     | 5 août 2023       | Stade Ajinomoto    | 57 058    |
| 2    | FC Tokyo - Kawasaki Frontale            | J13     | 12 mai 2023       | Stade Ajinomoto    | 56 705    |
| 3    | Kashima Antlers - Nagoya Grampus        | J13     | 14 mai 2023       | Stade national     | 56 020    |
| 4    | Shonan Bellmare - Kawasaki Frontale     | J28     | 24 septembre 2023 | Stade national     | 54 243    |
| 5    | Vissel Kobe - Kashima Antlers           | J30     | 21 octobre 2023   | Stade national     | 53 444    |
| 6    | Urawa Red Diamonds - FC Tokyo           | J20     | 8 juillet 2023    | Stade Saitama 2002 | 49 108    |
| 7    | FC Tokyo - Vissel Kobe                  | J25     | 26 août 2023      | Stade national     | 48 634    |
| 8    | Urawa Red Diamonds - Vissel Kobe        | J32     | 12 novembre 2023  | Stade Saitama 2002 | 48 144    |
| 9    | Urawa Red Diamonds - Kashima Antlers    | J16     | 4 juin 2023       | Stade Saitama 2002 | 45 575    |
| 10   | Yokohama F. Marinos - Kawasaki Frontale | J21     | 15 juillet 2023   | Stade Nissan       | 42 772    |

## Trophées

### Trophées mensuels
| Mois              | Entraineur du Mois | Entraineur du Mois  | Entraineur du Mois | MVP du Mois    | MVP du Mois         | MVP du Mois | But du Mois        | But du Mois         | But du Mois |
| Mois              | Entraineur         | Club                | Réf.               | Joueur         | Club                | Réf.        | But                | Club                | Réf.        |
| ----------------- | ------------------ | ------------------- | ------------------ | -------------- | ------------------- | ----------- | ------------------ | ------------------- | ----------- |
| Février/Mars      | Takayuki Yoshida   | Vissel Kobe         | [ 3 ]              | Ryotaro Ito    | Albirex Niigata     | [ 4 ]       | Ryonosuke Kabayama | Sagan Tosu          | [ 5 ]       |
| Avril             | Michael Skibbe     | Sanfrecce Hiroshima | [ 6 ]              | Douglas Vieira | Sanfrecce Hiroshima | [ 7 ]       | Ryoma Watanabe     | FC Tokyo            | [ 8 ]       |
| Mai               | Shuhei Yomoda      | Yokohama FC         | [ 9 ]              | Yuya Osako     | Vissel Kobe         | [ 10 ]      | Shunsuke Mito      | Albirex Niigata     | [ 11 ]      |
| Juin              | Dani Poyatos       | Gamba Osaka         | [ 12 ]             | Yoshinori Muto | Vissel Kobe         | [ 13 ]      | Takumu Kawamura    | Sanfrecce Hiroshima | [ 14 ]      |
| Juillet           | Shigetoshi Hasebe  | Avispa Fukuoka      | [ 15 ]             | Yuya Osako     | Vissel Kobe         | [ 16 ]      | Ken Iwao           | Urawa Red Diamonds  | [ 17 ]      |
| Août              | Daiki Iwamasa      | Kashima Antlers     | [ 18 ]             | Yuta Higuchi   | Kashima Antlers     | [ 19 ]      | Marcos Júnior      | Sanfrecce Hiroshima | [ 20 ]      |
| Septembre         | Shigetoshi Hasebe  | Avispa Fukuoka      | [ 21 ]             | Kazuya Konno   | Avispa Fukuoka      | [ 22 ]      | Shunsuke Mito      | Albirex Niigata     | [ 23 ]      |
| Octobre           | Satoshi Yamaguchi  | Shonan Bellmare     | [ 24 ]             | Daiki Tomii    | Shonan Bellmare     | [ 25 ]      | Kota Tawaratsumida | FC Tokyo            | [ 26 ]      |
| Novembre/Décembre | Takayuki Yoshida   | Vissel Kobe         | [ 27 ]             | Yuya Osako     | Vissel Kobe         | [ 27 ]      | Yuta Toyokawa      | Kyoto Sanga FC      | [ 27 ]      |

### J.League Awards
Le 5 décembre 2023 à 18h00 (10h00 heure française), au Yokohama Arena et en direct sur la chaine YouTube japonaise de la J.League, ont lieu les J.League Awards des trois divisions japonaises pour récompenser : l'entraineur, joueur de l'année, meilleur jeune joueur et but de l'année ainsi que le onze type,,.
|                       | Vainqueur         | Club            | Réf.   |
| --------------------- | ----------------- | --------------- | ------ |
| Entraîneur de l'année | Shigetoshi Hasebe | Avispa Fukuoka  | [ 31 ] |
| Joueur de l'année     | Yuya Osako        | Vissel Kobe     | [ 32 ] |
| Meilleur jeune joueur | Shunsuke Mito     | Albirex Niigata | [ 31 ] |
| But de l'année        | Ryoma Watanabe    | FC Tokyo        | [ 32 ] |

| Gardien           | Shūsaku Nishikawa (Urawa Red Diamonds) | Shūsaku Nishikawa (Urawa Red Diamonds) | Shūsaku Nishikawa (Urawa Red Diamonds) | Shūsaku Nishikawa (Urawa Red Diamonds) |
| Défenseur         | Alexander Scholz (Urawa Red Diamonds)  | Marius Høibråten (Urawa Red Diamonds)  | Seiya Maikuma (Cerezo Osaka)           | Gotoku Sakai (Vissel Kobe)             |
| Milieu de terrain | Atsuki Ito (Urawa Red Diamonds)        | Yasuto Wakizaka (Kawasaki Frontale)    | Yasuto Wakizaka (Kawasaki Frontale)    | Hotaru Yamaguchi (Vissel Kobe)         |
| Attaquant         | Anderson Lopes (Yokohama F. Marinos)   | Yuya Osako (Vissel Kobe)               | Yuya Osako (Vissel Kobe)               | Yoshinori Muto (Vissel Kobe)           |

## Parcours continental des clubs
Le parcours des clubs japonais en Ligue des champions de l'AFC est important puisqu'il détermine le coefficient AFC japonais, et donc le nombre de clubs japonais présents dans la compétition les années suivantes.
| Club                | Compétition         | Résultat            | Ultime(s) adversaire(s) | Ultime(s) adversaire(s) | Ultime(s) adversaire(s) |
| ------------------- | ------------------- | ------------------- | ----------------------- | ----------------------- | ----------------------- |
| Yokohama F. Marinos | Ligue des champions | Finaliste           | Al-Aïn FC               | Al-Aïn FC               | Al-Aïn FC               |
| Kawasaki Frontale   | Ligue des champions | Huitièmes de finale | Shandong Taishan        | Shandong Taishan        | Shandong Taishan        |
| Ventforet Kōfu      | Ligue des champions | Huitièmes de finale | Ulsan Hyundai           | Ulsan Hyundai           | Ulsan Hyundai           |
| Urawa Red Diamonds  | Ligue des champions | Phase de groupes    | Pohang Steelers         | Hanoi FC                | Wuhan Three Towns       |